# Spodnja Sveča
Spodnja Sveča este o localitate din comuna Majšperk, Slovenia, cu o populație de 58 de locuitori.